# Metapneumovirus
Metapneumovirus är en virussläkte som bland annat orsakar förkylning.